# ImpreMedia
ImpreMedia LLC es la compañía de publicación de periódicos en español, más grande de Estados Unidos con sede en Nueva York, llegando a cubrir una presencia de más del 72% del mercado hispano, en cuatro estados de alta concentración de población hispana (California, Nueva York, Florida e Illinois). 
Tiene su sede en el piso 7, 15 MetroTech Center, Downtown Brooklyn, Ciudad de Nueva York.
El contenido de las publicaciones está orientado a la comunidad latina con noticias, deportes, entretenimiento, negocios, vida y estilo.
ImpreMedia reúne a periódicos en español que juntos comprenden más de 16 millones de hispanos que es más del 37% del total de la población hispana de todo el país:
- La Opinión: Es el periódico en español más leído en EE. UU. y se distribuye en California.
- El Diario La Prensa: Es el diario en español más antiguo del país, fundado en 1913 y el diario hispano más leído en Nueva York.
- La Raza: Es el principal periódico en español de Chicago, fundado en 1970.
- El Mensajero: Es el principal periódico en español de San Francisco, fundado en 1987.

Además de las publicaciones impresas, la empresa publica las siguientes publicacioes digitales.
- Solo Dinero El único sitio de finanzas personales en Español basado en Estados Unidos.
- Siempre Auto Información Automotor.
- Comedera Recetas hispanas.